# أندرو دوق كالابريا

شعار أندرو دوق كالابريا وكارلو الثالث ملك نابولي.

أندرو دوق كالابريا (بالمجرية: Endre) (ولد 30 أكتوبر 1327 - 18/19 سبتمبر 1345 أفيرسا) كان الابن الحي الثاني لكارل الأول من هنغاريا وإليزابيث من بولندا. كان أندرو الأخ الأصغر للملك لويس الأول من هنغاريا.
| سبقه: كارلو            | دوق كالابريا 1345 - 1343      | تبعه: لويس الأول        |
| سبقه: سانشا من مايوركا | ملك نابولي القرين 1344 - 1345 | خايمي الرابع من مايوركا |